# Eunicea lugubris
Eunicea lugubris is een zachte koraalsoort uit de familie Plexauridae. De koraalsoort komt uit het geslacht Eunicea. Eunicea lugubris werd in 1860 voor het eerst wetenschappelijk beschreven door Duchassaing & Michelotti. 